# سیارک ۱۷۶۹۳
سیارک ۱۷۶۹۳ (به انگلیسی: 17693 Wangdaheng، نامگذاری:1997CP28) هفده هزار و ششصد و نود و سومین سیارک کشف شده‌است که در ۱۵ فوریه ۱۹۹۷ کشف شد.
قدر مطلق سیارک برابر ۳۵.۴ است.